# Caffè Pascucci
Caffè Pascucci S.p.A. è un'azienda italiana di torrefazione con sede a Monte Cerignone, nella provincia di Pesaro e Urbino, fondata nel 1883 da Antonio Pascucci.

## Storia
L'azienda fu fondata nel 1883 da Antonio Pascucci, nello stesso anno in cui Italia e Inghilterra firmarono un trattato di libero commercio. Originariamente, il commercio comprendeva caffè e altri prodotti coloniali. Nei decenni successivi, sotto la guida di Alberto Pascucci, l'azienda iniziò un processo di industrializzazione e installò il primo impianto produttivo. Nel 1963, fu aggiunta una torrefattrice a fuoco indiretto, migliorando la qualità della tostatura per il caffè espresso.
Negli anni '90 e 2000, l'azienda si espande ulteriormente sotto la guida di Mario Pascucci, introducendo innovazioni come l'Espresso School nel 1996 e il primo Caffè Pascucci Shop a Rimini nel 2000. Pochi giorni dopo l'apertura, SPC Group, una multinazionale asiatica del settore alimentare con sede a Seul, diventa licenziataria unica del marchio Pascucci per la Corea del Sud.

## Presenza internazionale
Caffè Pascucci ha espanso la sua presenza con numerosi punti vendita, anche al di fuori dell'Italia, in particolare in Asia, attraverso una strategia di franchising.

## Impegno nel commercio etico
L'azienda ha dimostrato un impegno verso il commercio etico e sostenibile, come evidenziato dal progetto "Big Bio Haiti" lanciato nel 2008 in collaborazione con Gino Girolomoni. Questo progetto mira a supportare l'agricoltura biologica in Haiti, garantendo pratiche sostenibili e un equo compenso ai contadini.

## Sponsorizzazioni sportive
Caffè Pascucci ha una lunga storia di sponsorizzazioni nel motociclismo, legata in particolare alla figura di Marco Simoncelli. Dal 2001, l'azienda ha supportato la carriera di Simoncelli, diventando il suo primo sponsor ufficiale. Attualmente, è il principale sponsor della SIC58 Squadra Corse, un team fondato da Paolo Simoncelli per promuovere giovani talenti nel motociclismo professionistico.